# The Future Sugar
The Future Sugar es el segundo álbum de estudio del grupo de rock mexicano Rey Pila, lanzado el 25 de septiembre de 2015 bajo el sello Cult Records. El disco fue grabado en los estudios DFA de la ciudad de Nueva York y cuenta con la producción de Chris Coady y Julian Casablancas.
La publicación musical mexicana Me Hace Ruido incluyó al disco en su lista de los mejores discos en español de la década de los 2010s.

## Lista de canciones
Todas las canciones por Diego Solórzano, Andrés Velasco y Rodrigo Blanco
1. "Fire Away" – 3:09
2. "White Night" – 4:37
3. "Surveillance Camera" – 3:54
4. "Alexander" – 3:30
5. "False Self System" – 3:26
6. "The Future Sugar" – 3:14
7. "Nerds" – 3:29
8. "Order Police" – 3:39
9. "What a Nice Surprise" – 4:03

## Créditos
- Chris Coady – productor
- Julian Casablancas – productor
- Diego Solórzano – productor
- Shawn Everett – mezcla
- Joe LaPorta – masterización
- Liz Hirsch – arte